# القوات البحرية السودانية

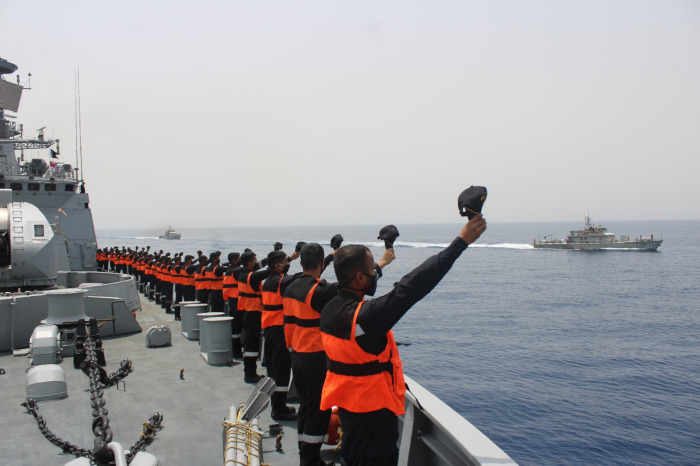

زار الرئيس  اليوغسلافي تيتو السودان سنة 1959 واتفق مع الرئيس السوداني في ذلك الوقت إبراهيم عبود وجرى الاتفاق على تكوين قوات بحرية خاصة للسودان وفي نفس العام أعلن طلب الالتحاق لتكوين القوات البحرية في وحدات الجيش السودانية فنجح في اختبار الالتحاق 12 ضابطا لدراسة الملاحة البحرية وأضيف لهم 8 طلاب حربين من المعهد الفني لدراسة الهندسة البحرية بالإضافة إلى 32 ضابط صف وجنود.

## الواجبات
تقوم القوات ا لبحرية السودنية بعدة واجبات نحو السودان وهي
- الاستفادة من البحر من الناحيتين الحربية و الاقتصادية في حدود إمكانيات السلاح ويتم ذلك بالمراقبة التامة على البحر الأحمر في الحدود البحرية السودانية والدفاع عن الشؤاطي.
- حماية الأماكن والممتلكات الحكومية والأهلية في المواني وعلى الشاطئ حسب مشروعات الأمن الداخلي .
- دراسة المراسي المهجورة وتطويرها وكذلك تطوير عمليات الإرشاد البحري وخلق جيل بحري في المناطق الساحلية بتعليم فنون البحار.
- مكافحة التهريب بمساعدة السلطات الجمركية ومساعدة السلطات المحلية في الحفاظ على الثروات المائية في المياه الإقليمية.[2]

## التنظيم
تتكون القوات البحرية السودانية
- نائب رئيس أركان القوات البحرية عمليات وتدريب وتتبع له الإدارات التالية:
- إدارة العمليات البحرية.
- إدارة التدرب البحري
- إدارة الاستخبارات و الاستطلاع البحري
- إدارة البحوث البحرية
- إدارة الاتصالات و الحرب الالكترونية
- نائب رئيس أركان القوات البحرية إدارة وتتبع له الإدارات التالية:
- الأمن البحري
- إدارة شؤون الضباط
- إدارة شؤون الرتب الأخرى
- إدارة الشرطة العسكرية
- إدارة الخدمات والتوجيه
- إدارة القضاء البحري
- نائب رئيس أركان القوات البحرية إمداد وهندسة وتتبع له الإدارات التالية:
- إدارة الهندسة البحرية
- إدارة الإمداد البحري[1]